# Czterdzieści i cztery
Czterdzieści i cztery – powieść fantastyczna autorstwa Krzysztofa Piskorskiego, wydana w 2016 roku. W 2017 roku zdobyła najważniejsze polskie nagrody literackie w dziedzinie fantastyki: Nagrodę Literacką im. Jerzego Żuławskiego oraz Nagrodę im. Janusza A. Zajdla. Akcja powieści dzieje się w 1844 roku, w alternatywnej rzeczywistości, w której ludzkość odkryła moc etheru. Powieść jest luźno powiązana ze wcześniejszą powieścią autora pod tytułem „Zadra”.
Powieść mocno nawiązuje do epoki romantyzmu, wykorzystując twórczość Juliusza Słowackiego oraz Adama Mickiewicza. Czerpie motywy także z mitologii słowiańskiej. Jest uznawana za powieść z nurtu steampunkowego, a dokładniej - etherpunkowego, ponieważ w świecie przedstawionym bohaterowie korzystają nie z pary, a z mocy energii próżni, nazywanej w powieści etherem.

## Fabuła
Jest rok 1844. Eliza Żmijewska, poetka oraz ostatnia kapłanka zapomnianego słowiańskiego boga, Żmija, wybiera się do odciętej blokadą Anglii. Ma odnaleźć przemysłowca Konrada Załuskiego, którego rodacy winią za upadek powstania na Litwie. Zamierza wykonać na nim wyrok wydany przez Radę Emigracyjną oraz Juliusza Słowackiego. W trakcie podróży zostaje jednak wykryta i trafia na istotę przybyłą z innego wymiaru.